# Spilosoma rufula
Spilosoma rufula là một loài bướm đêm thuộc phân họ Arctiinae, họ Erebidae.